# Dave Baksh
Dave Baksh, David Nizaam Baksh, född 26 juli 1980 i Ajax i Ontario, är en kanadensisk gitarrist i musikgruppen Brown Brigade. I maj 2006 lämnade han gruppen Sum 41 för att spela med sin kusin i Brown Brigade, då han kände att Sum 41 inte hade samma "sound" som han hade.

## Fotnoter
1. ↑  Discogs, Discogs artist-ID: 517031, läst: 9 oktober 2017.[källa från Wikidata]